# Liste des évêques d'Aix-la-Chapelle
Pour les articles homonymes, voir Liste des évêques d'Aix.
Liste des évêques d'Aix-la-Chapelle
(Dioecesis Aquisgranensis)
L'évêché d'Aix-la-Chapelle est créé en 1802, par détachement de celui de Cologne.
Vacant en 1809, supprimé en 1821, il est rétabli le 13 août 1930.

## Sont évêques
- 30 mai 1802-13 août 1809 : Marc-Antoine Berdolet
- 13 août 1809-22 octobre 1810: siège vacant
- 22 octobre 1810-26 avril 1814 : Jean-Denis-François Camus, nommé par l'empereur, non reconnu par le pape, administre l'évêché.
- 26 avril 1814-1821 : siège vacant
- 1821-1930 : siège supprimé
- 10 décembre 1930-5 octobre 1937: Joseph Vogt
- 7 septembre 1943-19 mai 1954 : Johannes-Joseph van der Velden
- 30 août 1954-13 décembre 1974 : Johannes Pohlschneider
- 9 septembre 1975-23 janvier 1994: Klaus Hemmerle
- 12 décembre 1994-8 décembre 2015 : Heinrich Mussinghoff
- depuis le 23 septembre 2016 : Helmut Dieser

## Sources
- L'ANNUAIRE PONTIFICAL, sur le site http://www.catholic-hierarchy.org, à la page www.catholic-hierarchy.org